# Zagórsko
Zagórsko – część wsi Wojcieszyce w Polsce, położona w województwie świętokrzyskim, w powiecie sandomierskim, w gminie Łoniów. Należy do sołectwa Wojcieszyce.
W latach 1975–1998 Zagórsko należało administracyjnie do województwa tarnobrzeskiego.